# Jugabilitat

La jugabilitat d'una primera versió del joc de trencaclosques Edge

La jugabilitat (en anglès gameplay o playability) és una qualitat d'un videojoc. Es refereix a les experiències que té el jugador durant la interacció amb el videojoc, el grau d'entreteniment i la usabilitat. L'expressió va sorgir del món del desenvolupament de videojocs en els anys 1980, però ara es fa servir en la descripció d'altres formes de jocs més tradicionals.
Un joc té una bona jugabilitat quan els joc és fluïd, que els jugadors poden controlar el que es passa a la pantalla de manera senzilla, i que les figures és mouen de manera fluïda amb una bona animació d'acord amb l'època. En resum: que la interacció amb el medi virtual en què es desenvolupa el joc és agradable.
En canvi, es diu que un joc en té poca quan els personatges es controlen molt limitadament o toscament, i no es pot interactuar correctament amb l'entorn virtual.
Per exemple: Un personatge que camina i vulgui pujar per una escala de mà, si ha de col·locar-se just sota l'escala per a poder pujar, és que la jugabilitat és dolenta. En canvi, en el cas d'un joc amb bona jugabilitat, seguint l'exemple anterior, es podria pujar per l'escala encara que només s'hi estigui a prop, fins i tot saltant.
La qualitat (no la quantitat) dels moviments que els personatges puguin fer també influeixen en la qualificació de bona o mala jugabilitat.
Els problemes que fan baixar la jugabilitat, són:
- Retard (lag) entre el que el jugador ordena fer i el que es pot fer en el joc.
- Que l'animació (no la qualitat gràfica) del personatge no sigui bona. Generalment això passa perquè fa servir pocs quadres consecutius per a mostrar cada acció, és a dir, que en un moment donat no es pugui observar perfectament què fa el personatge com per a mantenir fluidament el feedback en la interacció entre el jugador i el joc.
- Limitacions com que si es fael moviment "A" no es pugui passar ràpidament al moviment "B" tret que primer es passi pel moviment "C", sent aquest últim moviment una acció que no concordi amb la normal dinàmica que es desenvolupa en el joc. Per exemple, quan el pas pel moviment "C" és obligatori a causa d'un oblit del programador del joc de preveure la situació de passar del moviment "A" al "B" directament.

Al cap i a la fi, hi ha un munt de petits detalls que determinen la jugabilitat, però cal destacar que no és afectada per la generació a la qual pertanyi el joc, sinó per la qualitat i determinació que els programadors hagin posat en el codi del gameplay del joc.